# Franziska Hentke
Franziska Hentke, född 4 juni 1989, är en tysk simmare.
Hentke tävlade i två grenar för Tyskland vid olympiska sommarspelen 2016 i Rio de Janeiro. Hon tog sig till semifinal på 200 meter fjärilsim och blev utslagen i försöksheatet på 400 meter medley.